# Gry Johansen
Gry Johansen-Meilstrup (født Gry Johansen 28. august 1964 i København), eller bare Gry, er en dansk sanger. Gry Johansen er primært kendt for at have vundet det danske Melodi Grand Prix i 1983 med sangen "Kloden Drejer" samt de "rejehop", der var en del af koreografien til sangen.. Gry repræsenterede Danmark i Eurovision Song Contest i 1983 med "Kloden Drejer", hvor sangen opnåede en placering som nr. 17 blandt de 20 deltagere.
Gry Johansen begyndte sin karriere i Dansk Melodi Grand Prix allerede som 15-årig i 1980, da hun sang kor til Tommy P.'s sang "Syng en sang om evig fred". Samme år udgav hun sin første single "Mr. Farao". Hun udgav flere singler i de følgende år, inden hun fik det store gennembrud med sejren i Melodi Grand Prix 1983.
Gry deltog igen i 1985 (nr. 6), hvor hun optrådte med sin mor Vivian Johansen under navnet "Gry & Vivian". Hun deltog atter i 1989 i det danske Melodi Grand Prix, hvor hun atter blev nr. 6 med "Endnu En Nat". Sidste gang hun deltog i det danske Melodi Grand Prix var i 2000, hvor hun deltog med sangen "Sig Du Vil Ha' Mig". Hun har også medvirket i flere danske tv-programmer.
I midten af 1980'erne indgik Gry et samarbejde med den tyske sanger og pladeproducer Bernie Paul og udgav flere singler i Tyskland under kunstnernavnet Bo Andersen med Bernie Paul. Parret opnåede flere tv-optrædener i tysk tv.
Efter at have holdt pause med pladeudgivelser i nogle år udgav hun i 2011 singlen "Du er alt".

## Privat
Gry Johansen er gift med Per Meilstrup, med hvem hun har sønnen Thomas (født 1998), som vandt programmet Skjulte stjerner 2011.

## Diskografi

### Album
- Magic Touch (1984)
- Sparks (1986)
- Ord Mod Ord (1989)

### Singler
| År   | A-side titel B-side titel                   | Pladeselskab Udgivelsesnr.                                   | Noter                                                                                              |  |
| ---- | ------------------------------------------- | ------------------------------------------------------------ | -------------------------------------------------------------------------------------------------- |  |
| År   | A-side titel B-side titel                   | Pladeselskab Udgivelsesnr.                                   | Noter                                                                                              |  |
| 1980 | "Mr. Farao" "Weekend"                       | Cascade CCSL 801                                             | |  |
| 1981 | "How I Love That Guy" "Survive"             | Cascade CCSL 815                                             | |  |
| 1982 | "Give The Boys What They Want" "Hot Loving" | Royton Music ROYS 122 (Scandinavien) /INT 110.511 (Tyskland) | Udgivet under navnet Diana Dee                                                                     |  |
| 1983 | "Kloden Drejer" "Den Sidste Dans"           | Royton Music ROYS 130                                        | Vinder af Dansk Melodi Grand Prix                                                                  |  |
| 1983 | "We're Like Starlight" "For One More Night" | CBS Records CBSA 3349                                        | Engelsksproget udgave af "Kloden Drejer"                                                           |  |
| 1983 | "Strangely Erotic" "For One More Night"     | Royton Music ROYS 126                                        | |  |
| 1983 | "In The Night" "It's Over"                  | CBS Records CBSA 3647                                        | |  |
| 1984 | "Go Home" "Colder than ice"                 | CBS Records CBSA 4348                                        | |  |
| 1985 | "Vi Ska' Leve" Instrumentalversion          | EMI Records 13 9561 7                                        | Bidrag til Dansk Melodi Grand Prix 1985. Medvirken med Vivian Johansen under navnet "Vivian & Gry" |  |
| 1986 | "September Love" Instrumentalversion        | SSM Records SSM 101                                          | |  |
| 1988 | "Hold Me In Your Arms" "We Can Make It"     | Iceberg Records ICE S 26                                     | Under navnet "Gry & Bernie Paul". Også udgivet i Tyskland.                                         |  |
| 1988 | "Our Love Is Alive" "Loving You ..."        | Iceberg Records ICE S 22                                     | Under navnet "Bo Andersen (Gry) & Bernie Paul". Også udgivet i Tyskland.                           |  |
| 1988 | "Reach Out For The Stars" "Lost in Wonder"  | Iceberg Records ICE S 29                                     | Under navnet "Gry & Bernie Paul" Også udgivet i Tyskland                                           |  |
| 1989 | "Endnu En Nat" "Drømmen Er Forbi"           | Holger Records HOL 9017                                      | Bidrag til Dansk Melodi Grand Prix                                                                 |  |
| 2011 | "Du er alt"                                 | Meilstrup Music                                              | Single udgivet på iTunes og download                                                               |  |